# 1564

## Esdeveniments
Pendent

## Naixements
- 15 de febrer - Pisa, la Toscana, Itàlia: Galileo Galilei, en català anomenat Galileu, físic i astrònom italià (m. 1642).
- 23 d'abril: William Shakespeare, dramaturg universal.

## Necrològiques
Països Catalans
- 5 de març, Vercelli, Estats Pontificis: Isabel de Josa, humanista i predicadora catalana, protectora d'Ignasi de Loiola[1]

Resta del món
- 18 de febrer, Roma, Estats Pontificis: Miquel Àngel, escultor, pintor, poeta i arquitecte renaixentista
- 11 d'abril, Bergen op Zoom, ducat de Brabant: Robert de Berghes, príncep-bisbe del principat de Lieja.
- 27 de maig, Regne de França: Joan Calví, teòleg francès reformista[2]
- 11 d'octubre, Basilea: Martin Cellarius, humanista i teòleg.
- 15 d'octubre, illa de Zacint, República de Venècia: Andreas Vesal, metge brabançó i fundador de l'anatomia moderna[3]